# Jonathan Tavernari
Jonathan Peter Guimarães Tavernari (São Bernardo do Campo, 18 de junio de 1987) es un baloncestista brasileño con pasaporte italiano que actualmente se encuentra sin equipo. Con 1,96 metros de estatura, juega en la posición de alero.

## Trayectoria deportiva

### Universidad
Jugó cuatro temporadas con los Cougars de la Universidad Brigham Young, en las que promedió 11,5 puntos, 5,0 rebotes, 1,4 asistencias y 1,3 robos de balón por partido. Fue elegido Freshman del Año de la Mountain West Conference en 2007, mientras que en las tres temporadas restantes fue incluido en el tercer mejor quinteto de la conferencia. El 2010 fue además elegido por los entrenadores como el mejor sexto hombre.

### Profesional
Tras no ser elegido en el Draft de la NBA de 2010, firmó un contrato por tres temporadas con el Pallacanestro Biella italiano, pero debido a problemas con el transfer y que no tenía todavía el pasaporte italiano, el exceso de jugadores extranjeros en el equipo hizo que ese año jugara en su país, en el Esporte Clube Pinheiros. Ya en 2011 recibió la ciudadanía italiana por la ascendencia de su padre, y comenzó la temporada en el Biella, pero en enero fue cedido al Pistoia Basket 2000 de la Legadue Gold, donde acabó la temporada promediando 10,7 puntos y 4,0 rebotes por partido.
En julio de 2012 fichó por el Scafati Basket, también de la Legadue, por una temporada con opción a una segunda. Jugó un año en el que promedió 8,3 puntos y 3,0 rebotes por partido, regresando al año siguiente al Pinheiros. En julio de 2014 firmó por el Derthona Basket de la Serie A2 Silver, y al año siguiente se comprometió con el Basket Agropoli de Legadue Gold, con el que disputó una temporada en la que promedió 13,3 puntos y 4,5 rebotes por encuentro.
En julio de 2016 se comprometió con el Mens Sana Siena, donde jugó una temporada en la que promedió 10,3 puntos y 4,7 rebotes. En julio de 2017 regresó finalmente a la Serie A al fichar por el Dinamo Basket Sassari.